# Depot von Lužice (Kadaň)
Das Depot von Lužice (auch Hortfund von Lužice) ist ein Depotfund der frühbronzezeitlichen Aunjetitzer Kultur aus Lužice, einem ehemaligen Dorf auf dem Gebiet der Gemeinde Kadaň im Ústecký kraj, Tschechien. Es datiert in die Zeit zwischen 1800 und 1600 v. Chr. Das Depot befindet sich heute im Regionalmuseum in Most.

## Fundgeschichte
Das Depot wurde am 24. November 1964 zwischen den beiden Dörfern Lužice und Tušimice bei der Verlegung des Baches Čachovický entdeckt. Etwa 700 m nordöstlich befand sich auf einer Geländekuppe eine etwa zeitgleiche Siedlung. Die Fundstelle ist heute von einem Industriegebiet überbaut. Der Ort Lužice musste 1972 einem Braunkohletagebau weichen.

## Zusammensetzung
Das Depot besteht aus 15 Bronzegegenständen: sechs Armspiralen, ein Meißel, eine Lanzenspitze, sechs Pilzkopfnadeln und ein Pfriem. Die Spiralen sind zylindrisch und aus einem schmalen Band gefertigt. Sie weisen an einigen Stellen ein Dekor aus Zickzack-Linien und Kerben auf. Die Enden sind teilweise gerade, teilweise häkchenartig. Die Nadeln haben einen rundstabigen Schaft und einen verzierten und durchlochten Kopf. Der Pfriem ist zugespitzt und in der Mitte verdickt.